# Royaumeix
Royaumeix ist eine französische Gemeinde mit 396 Einwohnern (Stand: 1. Januar 2022) im Département Meurthe-et-Moselle in der Region Grand Est (bis 2015 Lothringen). Sie gehört zum Arrondissement Toul und zum Kanton Le Nord-Toulois.

## Geografie
Royaumeix liegt etwa 25 Kilometer nordnordwestlich von Nancy an der Esch. Das Gemeindegebiet ist Teil des Regionalen Naturparks Lothringen. Umgeben wird Royaumeix von den Nachbargemeinden Mandres-aux-Quatre-Tours im Nordwesten und Norden, Hamonville und Ansauville im Norden, Minorville im Norden und Nordosten, Manoncourt-en-Woëvre im Osten, Andilly im Südosten, Ménil-la-Tour, Sanzey und Lagney im Süden, Trondes im Südwesten, Boucq im Westen und Südwesten sowie Geville im Westen.

## Bevölkerungsentwicklung
| Jahr                       | 1962 | 1968 | 1975 | 1982 | 1990 | 1999 | 2006 | 2019 |
| Einwohner                  | 253  | 229  | 234  | 250  | 254  | 279  | 325  | 390  |
| Quellen: Cassini und INSEE |      |      |      |      |      |      |      |      |

## Sehenswürdigkeiten
- Kirche Saint-Léon aus dem Jahre 1860

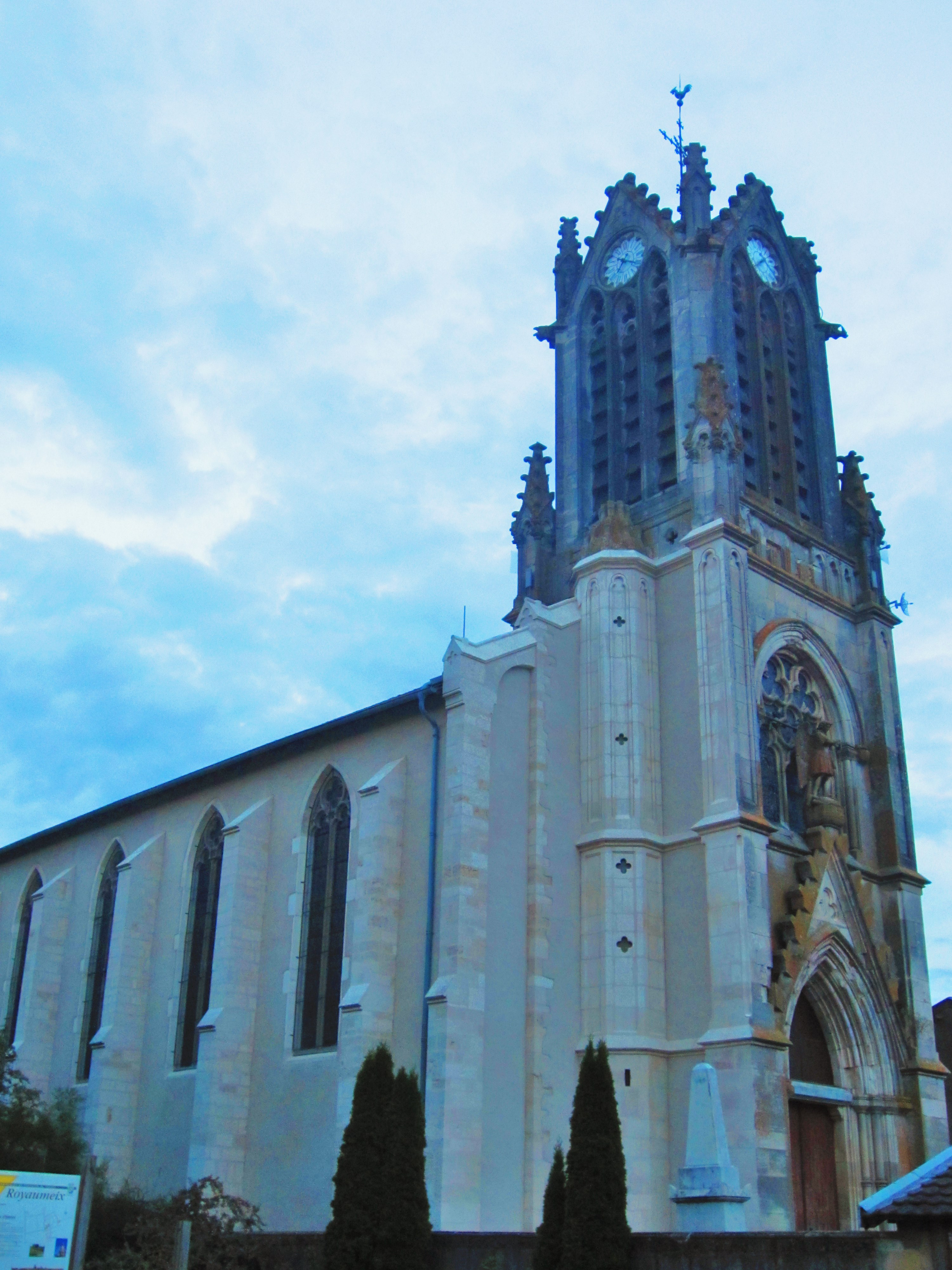
Kirche Saint-Léon

- Merowingernekropole
- Schloss aus dem 19. Jahrhundert